# British Academy Film Awards 2022
Die 75. Verleihung der British Academy Film Awards (umgangssprachlich BAFTA Awards) fand am 13. März 2022 in der Londoner Royal Albert Hall statt, um die besten Filme und Filmschaffenden des Kinojahres 2021 zu ehren. Die Filmpreise der British Academy of Film and Television Arts (BAFTA) wurden in 24 Kategorien verliehen. Zusätzlich wurde ein Publikumspreis (Rising Star Award) vergeben. Als Sponsor trat das britische Mobilfunkunternehmen EE Limited auf, weshalb die Verleihung offiziell als EE British Academy Film Awards bezeichnet wurde. Als Moderatorin der Preisverleihung fungierte die australische Schauspielerin und Komikerin Rebel Wilson.

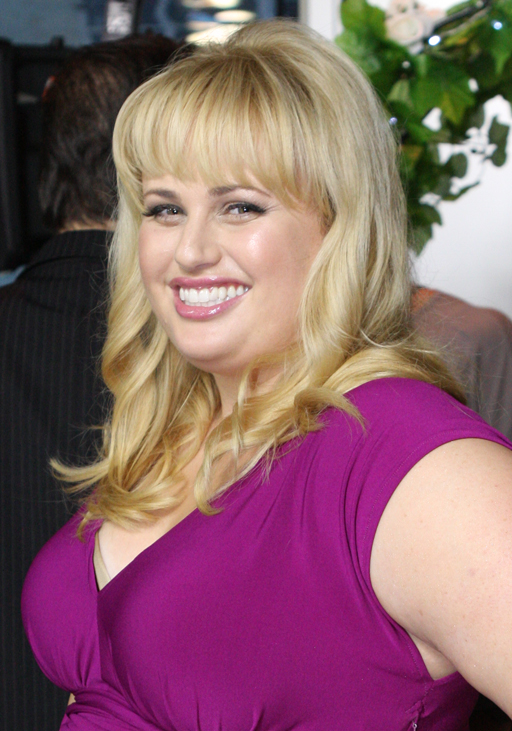
Rebel Wilson, Moderatorin der Preisverleihung

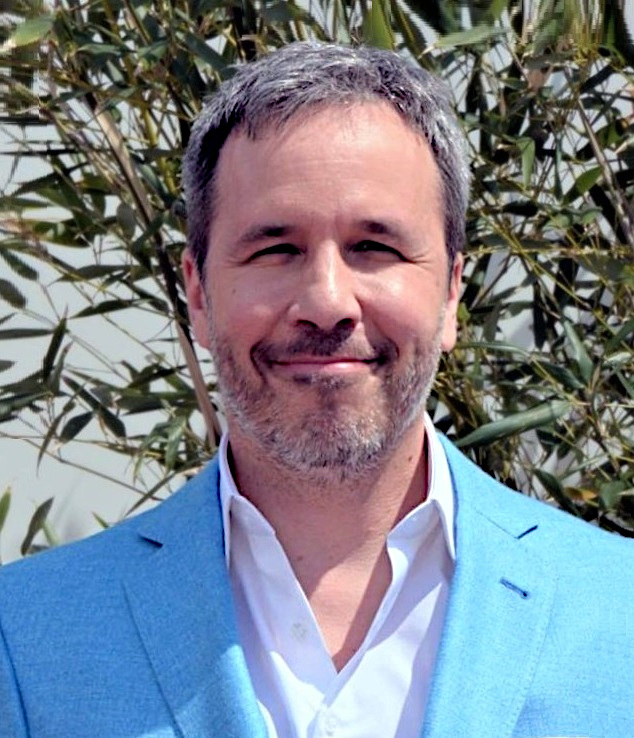
Denis Villeneuve, Regisseur des erfolgreichsten Films Dune

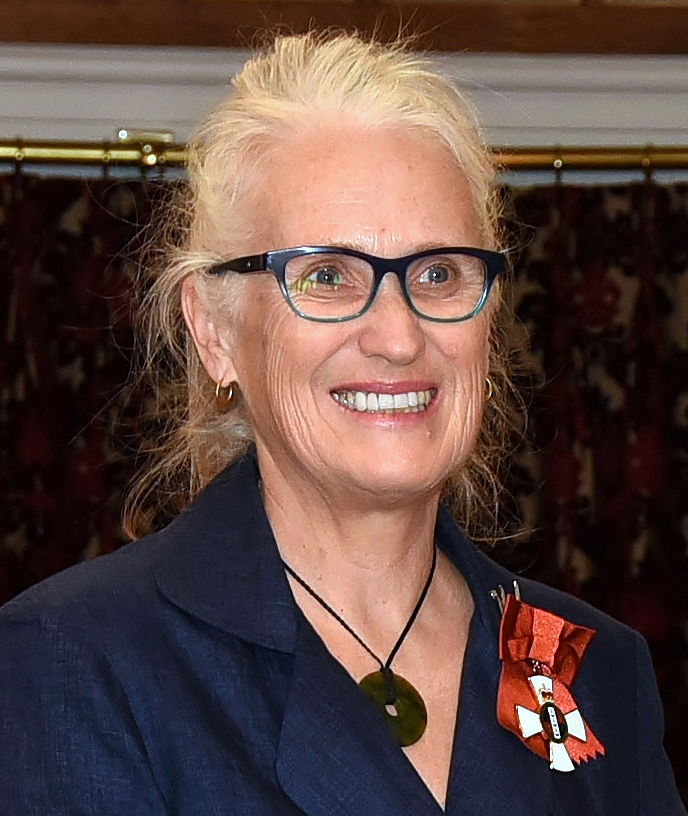
Jane Campion, Regisseurin des preisgekrönten Films The Power of the Dog

Erfolgreichster Film mit fünf Auszeichnungen in technischen Kategorien wurde Denis Villeneuves US-amerikanische Science-Fiction-Produktion Dune, das auch im Vorfeld die meisten Nominierungen erhalten hatte. Unter den Preisträgern befand sich auch der deutsche Filmkomponist Hans Zimmer. Als bester Film setzte sich das neuseeländisch-australische Westerndrama The Power of the Dog von Jane Campion durch, das auch den Regiepreis zuerkannt bekam. Auf ebenfalls zwei Auszeichnungen kam der US-amerikanische Musicalfilm West Side Story von Steven Spielberg (Beste Nebendarstellerin, Bestes Casting). Ebenfalls mit Preisen gewürdigt wurden das Jugenddrama Belfast von Kenneth Branagh (bester britischer Film) und das japanische Beziehungsdrama Drive My Car von Ryūsuke Hamaguchi (bester nicht-englischsprachiger Film).
Die Nominierungen waren am 3. Februar 2022 durch den Komiker Tom Allen und die Fernsehmoderatorin AJ Odudu bekannt gegeben. Die abschließende Wahl der Preisträger erfolgte vom 9. Februar bis 8. März 2022. Die Präsentation der Nominierten für den Nachwuchsdarstellerpreis Rising Star Award erfolgte bereits am 1. Februar 2022. Weitere Ehrenpreise wurden 2022 keine vergeben, nachdem im Vorjahr eine Auszeichnung für Noel Clarke zurückgezogen werden musste, als ihm mehrere Frauen sexuelle Belästigungen und Übergriffe vorgeworfen hatten.

## Preisträger und Nominierungen
| Film                                                             | N  | A |
| ---------------------------------------------------------------- | -- | - |
| Dune                                                             | 11 | 5 |
| The Power of the Dog                                             | 8  | 2 |
| Belfast                                                          | 6  | 1 |
| James Bond 007: Keine Zeit zu sterben                            | 5  | 1 |
| Licorice Pizza                                                   | 5  | 1 |
| West Side Story                                                  | 5  | 2 |
| After Love                                                       | 4  | 1 |
| Yes, Chef!                                                       | 4  | 0 |
| Cyrano                                                           | 4  | 0 |
| Don’t Look Up                                                    | 4  | 0 |
| King Richard                                                     | 4  | 1 |
| Seitenwechsel                                                    | 4  | 0 |
| Coda                                                             | 3  | 2 |
| Drive My Car                                                     | 3  | 1 |
| The French Dispatch                                              | 3  | 0 |
| House of Gucci                                                   | 3  | 0 |
| Nightmare Alley                                                  | 3  | 0 |
| Ali & Ava                                                        | 2  | 0 |
| Being the Ricardos                                               | 2  | 0 |
| Cruella                                                          | 2  | 1 |
| Flee                                                             | 2  | 0 |
| Frau im Dunkeln                                                  | 2  | 0 |
| The Hand of God                                                  | 2  | 0 |
| Last Night in Soho                                               | 2  | 0 |
| Der schlimmste Mensch der Welt                                   | 2  | 0 |
| Summer of Soul (…Or, When the Revolution Could Not Be Televised) | 2  | 1 |

### Bester Film
The Power of the Dog – Jane Campion, Iain Canning, Roger Frappier, Tanya Seghatchian, Emile Sherman
- Belfast – Laura Berwick, Kenneth Branagh, Becca Kovacik, Tamar Thomas
- Don’t Look Up – Adam McKay, Kevin J. Messick
- Dune – Mary Parent, Cale Boyter, Denis Villeneuve
- Licorice Pizza – Sara Murphy, Paul Thomas Anderson, Adam Somner

### Bester britischer Film
Belfast – Kenneth Branagh, Laura Berwick, Becca Kovacik, Tamar Thomas
- After Love – Aleem Khan, Matthieu de Braconier
- Ali & Ava – Clio Barnard, Tracy O’Riordan
- Yes, Chef! (Boiling Point) – Philip Barantini, Bart Ruspoli, Hester Ruoff, James Cummings
- Cyrano – Joe Wright, Tim Bevan, Eric Fellner, Guy Heeley, Erica Schmidt
- Everybody’s Talking About Jamie – Jonathan Butterell, Peter Carlton, Mark Herbert, Tom MacRae
- House of Gucci – Ridley Scott, Mark Huffam, Giannina Scott, Kevin J. Walsh, Roberto Bentivegna, Becky Johnston
- James Bond 007: Keine Zeit zu sterben (No Time To Die) – Cary Joji Fukunaga, Barbara Broccoli, Michael G. Wilson, Neal Purvis und Robert Wade, Phoebe Waller-Bridge
- Last Night in Soho – Edgar Wright, Tim Bevan und Eric Fellner, Nira Park, Krysty Wilson-Cairns
- Seitenwechsel (Passing) – Rebecca Hall, Margot Hand, Nina Yang Bongiovi, Forest Whitaker

### Bestes Debüt eines britischen Drehbuchautors, Regisseurs oder Produzenten
The Harder They Fall – Jeymes Samuel (Drehbuch, Regie), Boaz Yakin (Drehbuch)
- After Love – Aleem Khan (Drehbuch, Regie)
- Yes, Chef! (Boiling Point) – James Cummings (Drehbuch), Hester Ruoff (Produzent) (ebenfalls Drehbuch: Philip Barantini und Produktion Bart Ruspoli)
- Keyboard Fantasies – Posy Dixon (Drehbuch/Regie), Liv Proctor (Produktion)
- Seitenwechsel (Passing) – Rebecca Hall (Drehbuch, Regie)

### Bester Animationsfilm
Encanto – Jared Bush, Byron Howard, Yvett Merino, Clark Spencer
- Flee – Jonas Poher Rasmussen, Monica Hellström
- Luca – Enrico Casarosa, Andrea Warren
- Die Mitchells gegen die Maschinen (The Mitchells vs the Machines) – Mike Rianda, Phil Lord, Chris Miller

### Bester nicht-englischsprachiger Film
Drive My Car – Ryūsuke Hamaguchi, Teruhisa Yamamoto
- The Hand of God (È stata la mano di Dio) – Paolo Sorrentino, Lorenzo Mieli
- Parallele Mütter (Madres paralelas) – Pedro Almodóvar, Agustín Almodóvar
- Petite Maman – Als wir Kinder waren (Petite maman) – Céline Sciamma, Bénédicte Couvreur
- Der schlimmste Mensch der Welt (Verdens verste menneske) – Joachim Trier, Thomas Robsahm

### Bester Dokumentarfilm
Summer of Soul (…Or, When the Revolution Could Not Be Televised) – Ahmir „Questlove“ Thompson, David Dinerstein, Robert Fyvolent, Joseph Patel
- Becoming Cousteau – Liz Arbus, Dan Cogan
- Cow – Andrea Arnold, Kat Mansoor
- Flee – Jonas Poher Rasmussen, Monica Hellström
- The Rescue – Elizabeth Chai Vasarhelyi, Jimmy Chin, John Battsek, P. J. van Sandwijk

### Beste Regie
Jane Campion – The Power of the Dog
- Paul Thomas Anderson – Licorice Pizza
- Audrey Diwan – Das Ereignis (L’événement)
- Julia Ducournau – Titane
- Ryūsuke Hamaguchi – Drive My Car
- Aleem Khan – After Love

### Bestes Originaldrehbuch
Paul Thomas Anderson – Licorice Pizza
- Zach Baylin – King Richard
- Kenneth Branagh – Belfast
- Adam McKay – Don’t Look Up
- Aaron Sorkin – Being the Ricardos

### Bestes adaptiertes Drehbuch
Siân Heder – Coda
- Jane Campion – The Power of the Dog
- Maggie Gyllenhaal – Frau im Dunkeln (The Lost Daughter)
- Ryūsuke Hamaguchi – Drive My Car
- Eric Roth, Jon Spaihts, Denis Villeneuve – Dune

### Bester Hauptdarsteller
Will Smith – King Richard
- Adeel Akhtar – Ali & Ava
- Mahershala Ali – Schwanengesang (Swan Song)
- Benedict Cumberbatch – The Power of the Dog
- Leonardo DiCaprio – Don’t Look Up
- Stephen Graham – Yes, Chef! (Boiling Point)

### Beste Hauptdarstellerin
Joanna Scanlan – After Love
- Alana Haim – Licorice Pizza
- Emilia Jones – Coda
- Lady Gaga – House of Gucci
- Renate Reinsve – Der schlimmste Mensch der Welt (Verdens verste menneske)
- Tessa Thompson – Seitenwechsel (Passing)

### Bester Nebendarsteller
Troy Kotsur – Coda
- Mike Faist – West Side Story
- Ciarán Hinds – Belfast
- Woody Norman – Come on, Come on
- Jesse Plemons – The Power of the Dog
- Kodi Smit-McPhee – The Power of the Dog

### Beste Nebendarstellerin
Ariana DeBose – West Side Story
- Caitríona Balfe – Belfast
- Jessie Buckley – Frau im Dunkeln (The Lost Daughter)
- Ann Dowd – Mass
- Aunjanue Ellis – King Richard
- Ruth Negga – Seitenwechsel (Passing)

### Beste Filmmusik
Hans Zimmer – Dune
- Nicholas Britell – Don’t Look Up
- Alexandre Desplat – The French Dispatch
- Jonny Greenwood – The Power of the Dog
- Daniel Pemberton – Being the Ricardos

### Bestes Casting
Cindy Tolan – West Side Story
- Massimo Appolloni, Annamaria Sambucco – The Hand of God (È stata la mano di Dio)
- Rich Delia, Avy Kaufman – King Richard
- Francine Maisler – Dune
- Carolyn McLeod – Yes, Chef! (Boiling Point)

### Beste Kamera
Greig Fraser – Dune
- Bruno Delbonnel – Macbeth (The Tragedy of Macbeth)
- Dan Laustsen – Nightmare Alley
- Linus Sandgren – James Bond 007: Keine Zeit zu sterben (No Time To Die)
- Ari Wegner – The Power of the Dog

### Bester Schnitt
Tom Cross, Elliot Graham – James Bond 007: Keine Zeit zu sterben (No Time To Die)
- Úna Ní Dhonghaíle – Belfast
- Andy Jurgensen – Licorice Pizza
- Joshua L. Pearson – Summer of Soul (…Or, When the Revolution Could Not Be Televised)
- Joe Walker – Dune

### Bestes Szenenbild
Patrice Vermette, Zsuzsanna Sipos – Dune
- Tamara Deverell, Shane Vieau – Nightmare Alley
- Sarah Greenwood, Katie Spencer – Cyrano
- Adam Stockhausen, Rena DeAngelo – The French Dispatch
- Adam Stockhausen, Rena DeAngelo – West Side Story

### Bestes Kostümdesign
Jenny Beavan – Cruella
- Milena Canonero – The French Dispatch
- Massimo Cantini Parrini – Cyrano
- Robert Morgan, Jacqueline West – Dune
- Luis Sequeira – Nightmare Alley

### Bestes Make-up und Beste Frisuren
Linda Dowds, Stephanie Ingram, Justin Raleigh – The Eyes of Tammy Faye
- Frederic Aspiras, Jana Carboni, Giuliano Mariano, Sarah Nicole Tanno – House of Gucci
- Alessandro Bertolazzi, Siân Miller – Cyrano
- Love Larson, Donald Mowat – Dune
- Nadia Stacey, Naomi Donne – Cruella

### Bester Ton
Mac Ruth, Mark A. Mangini, Doug Hemphill, Theo Green, Ron Bartlett – Dune
- Erik Aadahl, Michael Barosky, Brandon Proctor, Ethan Van Der Ryn – A Quiet Place 2 (A Quiet Place: Part II)
- Brian Chumney, Tod Maitland, Andy Nelson, Gary Rydstrom – West Side Story
- James Harrison, Simon Hayes, Paul Massey, Oliver Tarney, Mark Taylor – James Bond 007: Keine Zeit zu sterben (No Time To Die)
- Colin Nicolson, Julian Slater, Tim Cavagin, Dan Morgan – Last Night in Soho

### Beste visuelle Effekte
Brian Connor, Paul Lambert, Tristan Myles, Gerd Nefzer – Dune
- Mark Bokowski, Chris Corbould, Joel Green, Charlie Noble – James Bond 007: Keine Zeit zu sterben (No Time To Die)
- Aharon Bourland, Sheena Duggal, Pier Lefebvre, Alessandro Ongaro – Ghostbusters: Legacy (Ghostbusters: Afterlife)
- Tom Debenham, Huw J. Evans, Dan Glass, J. D. Schwalm – Matrix Resurrections (The Matrix Resurrections)
- Swen Gillberg, Bryan Grill, Nikos Kalaitzidis, Daniel Sudick – Free Guy

### Bester britischer animierter Kurzfilm
Do Not Feed The Pigeons – Antonin Niclass, Vladimir Krasilnikov, Jordi Morera
- Affairs of the Art – Joanna Quinn, Les Mills
- Night of the Living Dread – Ida Melum, Danielle Goff, Laura Jayne Tunbridge, Hannah Kelso

### Bester britischer Kurzfilm
The Black Cop – Cherish Oleka
- Femme – Sam H. Freeman, Ng Choon Ping, Sam Ritzenberg, Hayley Williams
- The Palace – Jo Prichard
- Stuffed – Theo Rhys, Joss Holden-Rea
- Three Meetings Of The Extraordinary Committee – Michael Woodward, Max Barron, Daniel Wheldon

### Publikumspreis – Beste darstellerische Nachwuchsleistung(EE Rising Star Award)
Lashana Lynch
- Ariana DeBose
- Harris Dickinson
- Millicent Simmonds
- Kodi Smit-McPhee